# Paramachaerodus ogygia
Promegantereon ogygia
Espèce
Synonymes
- Felis ogygia Kaup, 1832
- Paramachaerodus ogygia (Kaup, 1832)

Promegantereon ogygia est une espèce fossile de félins de la sous-famille des machairodontinés ayant vécu au Miocène supérieur (Tortonien), il y a environ entre 9,7 et 8,7 millions d'années dans ce qui est aujourd'hui l'Europe. C'est l'une des plus anciennes espèces de la tribu des Smilodontini et on pense qu'il est un ancêtre indirect de Megantereon et de Smilodon. 

## Classification
L'espèce Promegantereon ogygia a été initialement décrite en 1832 par Johann Jakob Kaup sous le protonyme de Felis ogygia puis classé dans son genre propre, Promegantereon, par Miklós Kretzoi en 1938.

## Description
Promegantereon ogugia est l'un des plus vieux Machairodontinae connus. Ses fossiles ont été découverts à Cerro de los Batallones, un site de fossiles du Miocène supérieur situé près de Madrid, en Espagne. L’animal mesurait environ 58 centimètres au garrot, ce qui en fait l'un des plus petits machairodontinés, semblable à un léopard en taille, mais avec un corps plus souple. La forme de ses membres suggère qu’il s’agissait peut-être d’un grimpeur agile et arboricole, et qu’il aurait pu chasser des proies relativement grandes grâce à ses canines supérieures allongées et aplaties. En apparence, il ressemblait beaucoup au Paramachairodus contemporain. Ils étaient et sont souvent considérés comme appartenant au même genre. Cependant, en raison de sa morphologie plus primitive, comme en témoignent Salesa et al. en 2002, avec une description détaillée de son anatomie, Promegantereon ogygia a son propre genre et son propre espèce et devrait donc rester séparé de Paramachairodus.

## Pathologie
Les spécimens de Promegantereon de Batallones indiquent que des pourcentages élevés de fractures canines étaient présents chez cette espèce. Cela indique qu'ils chassaient de la même manière que les félins modernes, une méthode de chasse beaucoup plus risquée en raison de l'absence d'incisives saillantes.

### Publications originales
- J. J. Kaup, 1832 : « Description d'ossements fossiles des Mammifères inconnus jusqu'à présent, qui se trouvent au Muséum Grand-Ducal de Darmstadt ». Archiv für Mineralogie, Geognosie, Bergbau und Hüttenkunde, vol. 3, p. 150-158.
- M. Kretzoi, 1938 : « Die Raubtiere von Gombaszög nebst einer Übersicht der Gesamtfauna »